# Чортківська офензива
Чорткі́вська офензи́ва (іншими словами Чорткі́вський на́ступ) або Червнева офензива — історична назва наступальної військової операції Української Галицької Армії (УГА), здійсненої в період з 7 по 28 червня 1919 року. Вона була однією з найзначніших наступальних операцій, що здійснила Галицька армія під час польсько-української війни в Галичині 1918—1919. Близько 25 тисяч українських солдатів й офіцерів примусили відступити по всій лінії фронту 40-тисячну польську армію, добре озброєну та підсилену французьким офіцерами. І тільки зовнішні чинники та брак матеріально-технічного забезпечення УГА врятували супротивника від воєнної поразки[джерело?].

## Передумови операції
У лютому 1919 року командування Галицької армії розробило і успішно розпочало Вовчухівську операцію. Унаслідок наступу українських частин практично завершилося оточення Львова. Проте на вимогу Найвищої ради країн Антанти просування частин ГА було зупинено. Після безплідних переговорів із союзницькою місією на чолі з генералом Бартелемі, яка висунула неприйнятні для української сторони умови перемир'я, бойові дії продовжилися. Але час був втрачений і польське командування, підтягнувши стратегічні резерви, зупинило наступ українських підрозділів.
Безрезультатно завершилася і місія генерала Луїса Боти, яка виїхала до зони конфлікту в середині травня 1919. Саме у цей час поляки, усупереч зобов'язанням перед Антантою, кинули проти УГА шість добре озброєних дивізій генерала Юзефа Галлера і 15 травня 1919 року розпочали наступ по всьому фронту. Під натиском гнітючих сил ворога частини УГА були змушені відступати на схід. На додаток, 24 травня 1919 року румунське військо, спільно з дивізією польського генерала Л. Желіговського, вдарило з тилу і окупувало Покуття разом з Коломиєю і Снятином.
УГА було затиснуто у невеликий трикутник біля Чорткова на південному сході Галичини (замкнений ріками Збруч і Дністер та лінією Гусятин — Улашківці — Товсте — Устечко). У цей критичний момент після наради (2 червня) у Бучацькому монастирі 9 червня 1919 уряд ЗУНР — Державний Секретаріат склав свої повноваження, а УНРада ЗУНР призначила Євгена Петрушевича диктатором ЗУНР. У той самий день командувачем 25-тисячної (за іншими даними — 19 000 старшин і вояків у бойовому стані і до 50 батарей) Галицької армії був призначений генерал Олександр Греків, який разом із групою старшин підготував план наступальної операції у напрямку Чортків-Львів.

## Перебіг операції

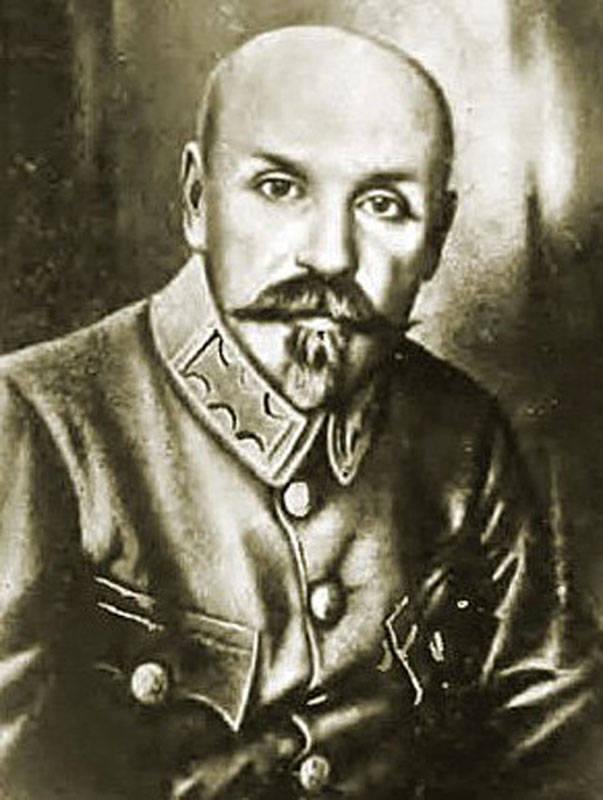
Олександр Греків

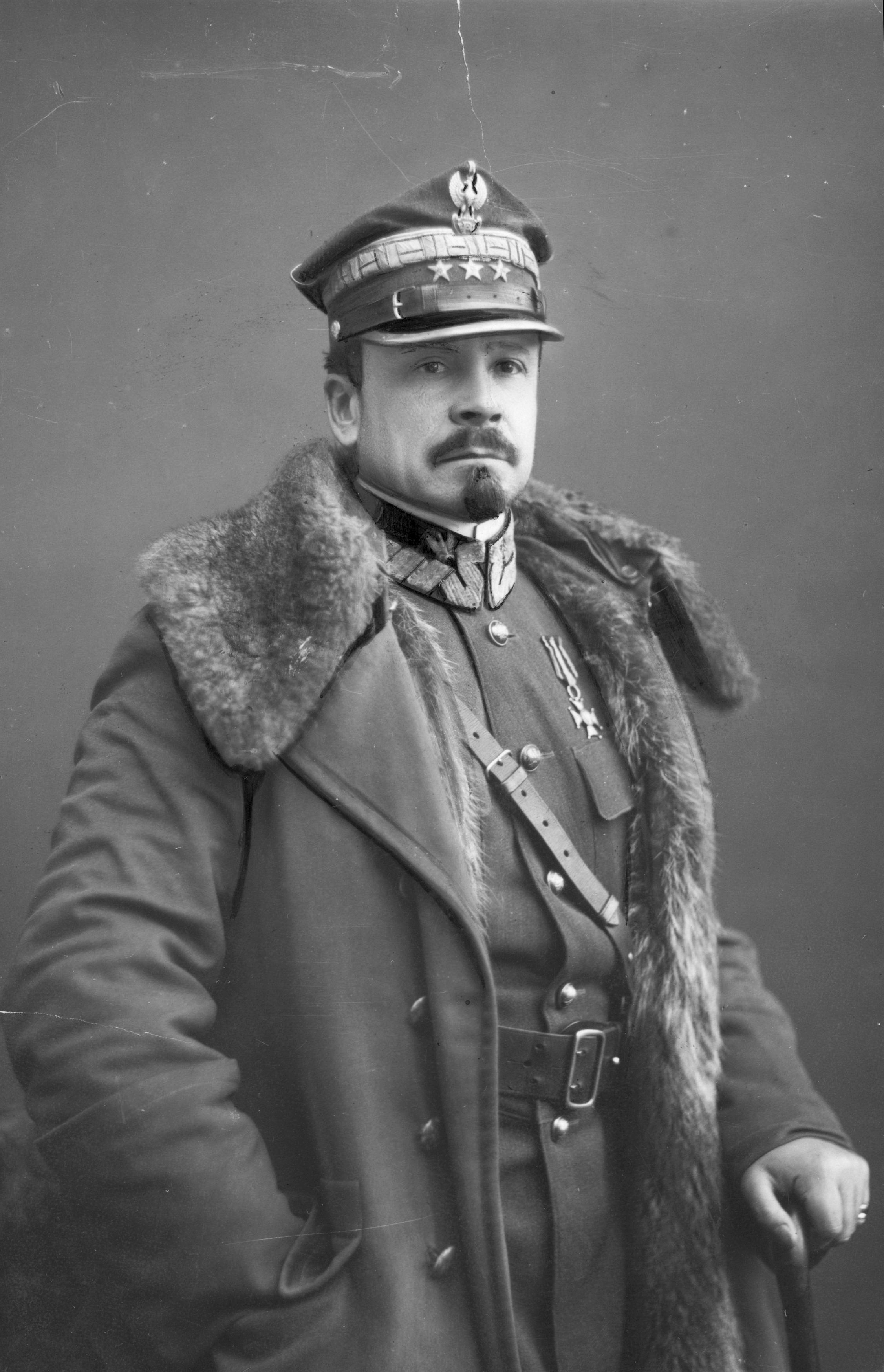
Юзеф Галлер

Перед наступом уперше під час польсько-української війни 1918—1919 років було створено потужну корпусну артилерійську групу у складі 1-го, 3-го, 4-го і 7-го гарматних полків (64 гармати) на головному напрямку прориву ворожої оборони, що стало новим явищем українського воєнного мистецтва.
Спочатку (з 7 червня, тобто ще до призначення ген. Греківа, коли командування армією ще здійснював ген. Омелянович-Павленко) наступ приніс тактичні успіхи: 8 червня УГА здобула Чортків та змусила польську армію до відступу на відстань 120 км до лінії Гологори — Перемишляни — Букачівці.
Операція розпочалася вранці, ударом частин II-го корпусу полковника Мирона Тарнавського на Чортків — важливий стратегічний пункт поляків і вузол комунікацій на Галицькому фронті. Бій за Чортків розпочався перед полуднем після сильного артилерійського підготування, переведеного «Артилерійською групою Південь» (під командою артилериста отамана Кирила Карася), розташованою в лісі на захід від с. Шманьковець (місце розташування полків у 2019 році визначив археолог, дослідник фортифікацій та старожитностей Володимир Добрянський). Після закінчення артилерійської підготовки піші курені 1-ї бригади УСС, 3-ї Бережанської, 4-ї Золочівської та 7-ї Львівської бригад перейшли до наступу, артилерія перенесла вогонь у глибину. Успішному наступові Львівської бригади отамана Альфреда Бізанца сприяли дії 7-го полку сотника Е. Кнейфеля. Потім полки розосередилися й перейшли до підпорядкування командирів своїх бригад, безпосередньо підтримували піхотні курені вогнем, здебільшого з відкритих вогневих позицій. Зокрема, на підступах до Чорткова поляки зупинили просування Бережанської бригади А. Вольфа, командант гарматного полку Юліян Шепарович перекинув сюди свої батареї, які прицільним вогнем знищили вогневі точки ворога й розчистили шлях піхоті. Комбінованим ударом бригад ІІ-го корпусу, за підтримки артилерії, під вечір 8 червня українські частини визволили Чортків, здійснивши пролом у стратегічній обороні польської армії. 36-й полк піхоти, який боронив Чортків, втратив у бою 200 жовнірів, 5 150-мм гаубиць, 52 скоростріли. Залишки полку поспіхом відступили на Трибухівці. Цей успіх був відзначений наказом генерала Греківа від 15 червня, а постановою диктатора ЗУНР Є. Петрушевича командирові корпусу М. Тарнавському присвоєно ранг генерал-четаря. Отаманами стали команданти гарматних полків Я. Воєвідка, К. Карась, Юл. Шепарович, сотниками — командири батарей В. Зубрицький, С. Когут, І. Балтро.
Скориставшись успіхом II-го корпусу, Греків 8 червня ввів до бою корпус О. Микитки, який увечері зайняв Копичинці. Коли командир польської дивізії полковник В. Сікорський кинув до бою частини із завданням повернути місто, Сокальська бригада за підтримки батарей 5-го гарматного полку сотника А. Циганика розгромила поляків у зустрічному бою під Сухоставом. Бригади 3-го корпусу перейшли до наступу 9 червня, зайняли 10 червня Язловець і вийшли на береги Стрипи. Уранці форсували річку й продовжили наступ на Коропець — Монастириська. Командувач польської групи військ генерал В. Івашкевич того дня спробував закрити пролом, але передовий полк піхоти зустрів щільний вогонь стрілецьких куренів Коломийської бригади та артилерії 2-го гарматного полку сотника С. Мацькевича. Частини польської дивізії В. Сікорського змушені були відступити й перейти до оборони в районі Бучача — Підгаєць.
Польське командування приділило обороні Бучача надзвичайно велику увагу — на поміч Сікорському підтягнули дивізію генерала Ф. Александровича. Галицькі летуни-розвідники виявили тут не менше 7 піхотних батальйонів. Але надвечір 11 червня Бучач був українським. У бою особливо відзначилися артилеристи 4-го і 7-го гарматних полків — батареї сотників С. Когута, В. Ґалана, Р. Олексія і Ю. Полянського. Сили полковника Сікорського відступили до Тернополя, до групи польських військ, утвореної для оборони міста.
13 червня генерал Греків сформував армійську групу у складі I-го і II-го галицьких корпусів під загальним командуванням Тарнавського, яка отримала завдання визволити Тернопіль. За даними авіаційної розвідки, в околицях Тернополя було зосереджено до 20 піхотних куренів (батальйонів), побудовано укріплення лінією сіл Чернилів — Великі Бірки — Острів — Буцнів, які прикрито засіками колючого дроту. Два дні, 14-15 червня, точилися запеклі бої за Тернопіль. Особливо відзначилися курені 10-ї Янівської бригади сотника Ф. Кондрацького, якими командували сотники М. Климкевич, Л. Лісковацький і М. Дацьків та батарея 10-го гарматного полку отамана К. Карася. Коли головні сили армійської групи Тарнавського зав'язали бої за Тернопіль, генерал В. Івашкевич вислав з-під Купчинців Познанську дивізію та групу Л. Бербецького з метою розколоти і криловим ударом розгромити українські війська. Генерал Греків кинув найкращі бригади, серед них 1-у УСС — близько 2500 вояків. Завдяки вдалим діям та прицільному вогневі полку отамана Я. Воєвідки — 20 гармат — ворогові було завдано чималих втрат. Енергійною атакою січовики змусили поляків відступити за Стрипу. Опівдні 15 червня спільними зусиллями 4-ї, 9-ї, 10-ї і 21-ї бригад Тернопіль було звільнено. Противник був змушений полишити місто, а І-й корпус, енергійно переслідуючи його, рушив у напрямі Красного і Бродів.
Галицькі корпуси розгорнули наступ в окремих напрямках: полковника Микитки — на Зборів — Золочів, генерала Тарнавського — на Бережани — Перемишляни, корпус полковника А. Кравса — у бік Галича — Букачівців, з ними активно діяла артилерія. Головні сили польське командування зосередило на обороні Бережан, як ключовому пункті на цьому етапі операції. Сюди стягнули близько 20 куренів піхоти. Начальна Команда Галицької Армії планувала оточити польське угруповання й знищити його, що забезпечило б успішний наступ на Львів.
Переможні бої УГА відбулися під Підгайцями й Нижневом (14 червня). Польська команда переправила через Дністер в районі Нижнева до флангу військам III-го корпусу кілька батальйонів. Спроби ліквідувати цей плацдарм не вдавалися, допоки 16 червня не прибув панцерний потяг, що складався з паротяга та майданчика, озброєного 6 кулеметами (нашвидкуруч змонтований на залізничних варстатах у Бучачі; командант потяга загинув від потрапляння снаряду в командний вагон). Панцерка очолила атаку, яка, попри влучний вогонь польської артилерії, завершилася панічним відступом польських сил за Дністер. 14 червня внаслідок нещасливого випадку у Бережанах загинув капелан УГА Василь Опарівський — батько майбутньої дружини Степана Бандери Ярослави.
Бережанська операція розпочалася 19 червня наступом 6 бригад, комбінованим ударом з трьох боків. Під Бережанами було створено сильну артилерійську групу у складі 15 гарматних батарей (близько 60 гармат) із 1-го, 3-го, 6-го, 7-го і 11-го гарматних полків під рукою отамана Ярослава Воєвідки. Масований вогонь артилерії розтрощив ворожу оборону та істотно підірвав моральний дух польських вояків. 21 червня передові курені вступили до Бережан, які поспіхом залишив противник. Однак унаслідок затримки 6-ї і 11-ї бригад із виходом до тилу полякам, їх частинам вдалося уникнути оточення й остаточного розгрому.
I-й корпус О. Микитки розвивав наступ на Броди та Красне. 22 червня Сокальська і Равська бригади здобули Золочів, а Янівська — Підкамінь. Завдяки підтримці вогнем гарматних полків сотників А. Циганика, Р. Фріша та отамана К. Карася, вже 24 червня галицькі курені зайняли Броди й вийшли в районі Ожидова на залізницю Львів — Здолбунів. 23 червня біля Підлисся на Білій горі розгорівся нерівний бій, в якому курінь стрільців 3 бригади УГА за підтримки артилерійської батареї Володимира Ґалаґана відбивав численні атаки польських уланів; у цей час польські легіони зайняли Кадлубиська та Підгірці. 25 червня було здобуто Ожидів і Белз (що розташовані на території сучасної Львівської області). Частини III-го галицького корпусу А. Кравса вийшли в район Галича, де особливо відзначилися Самбірська і Коломийська бригади. Тут сили УГА розбили поляків на лінії Рогатин — Дунаїв і підійшли до Гнилої Липи; втративши двох стрільців, 11-а бригада УГА 24 червня зайняла Рогатин. 26 червня в рукопашному бою, втративши 8 стрільців, під селом Черче (сучасний Рогатинський район), вояки УГА відкинули поляків за річку Свірж.

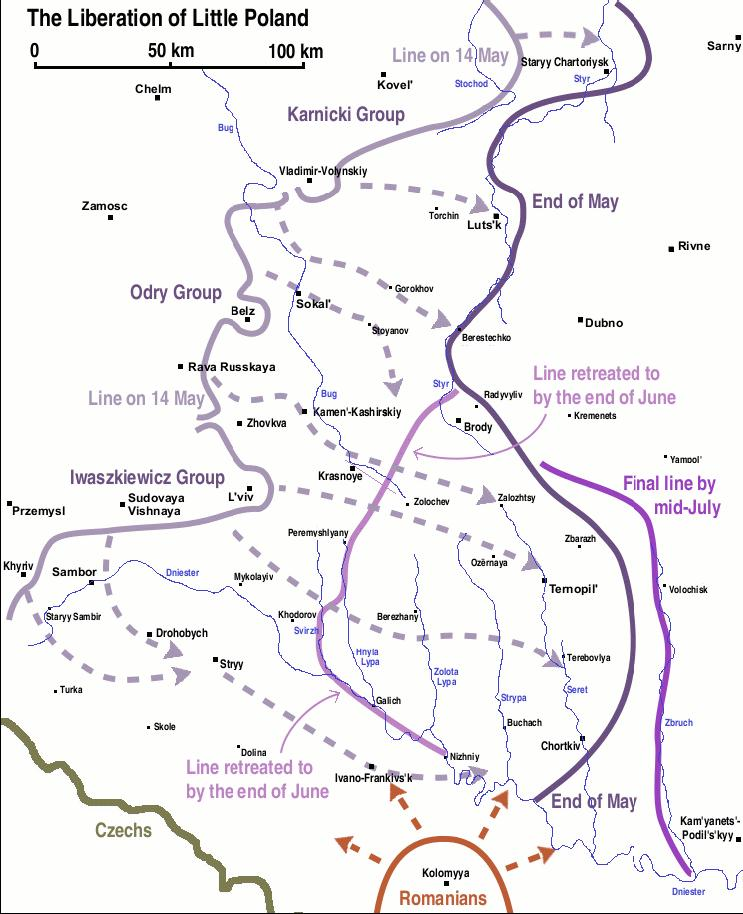
Лінія фронту навесні та влітку 1919

У часі найбільшого розвою сили УГА змусили поляків до відвороту, аж на лінію Броди — Олесько — Белзець — Гологори — Перемишляни — Стратин — Княгиничі — Букачівці.
Надалі брак зброї і боєзапасу не дозволив використати ці здобутки для досягнення стратегічних результатів. 28 червня польська армія (силою 38 600 багнетів, 2 100 шабель, 797 кулеметів, 207 гармат) проламала український фронт під Янчином і примусила УГА (24 000 багнетів, 400 шабель, 376 кулеметів та 144 гармати) відступити аж до р. Збруч і перейти 16 липня на територію Наддніпрянської України, що стало завершенням усієї польсько-української війни в Галичині.
Успіхи Галицької армії серйозно стурбували Варшаву, із Польщі терміново перекинули до Галичини кілька свіжих повнокровних полків піхоти. На 28 червня поляки проти 24,8 тисячі українських вояків і 144 гармат мали 40 тисяч солдатів і 207 гармат. На галицько-волинському пограниччі дії Галицької та Наддністрянської армій сковували більшовицькі частини. В запіллі наддніпрянців стояли ще й денікінці.
Ведена слабими силами, Чортківська офензива не могла досягти стратегічних успіхів, одночасно суттєвий вплив здійснила 18 червня 1919 року Рада міністрів закордонних справ союзних держав, дозволяючи польській армії продовжувати воєнні операції до р. Збруч (про це повідомлено обидві сторони, що брали участь у війні).
Проте перемоги УГА над численнішим і краще озброєним супротивником надали доказ її справжньої військової вартості, що й пізніше додатково виявилося на Наддніпрянщині в боях проти Червоної армії.
На той час у Галицькій армії майже не залишилося боєприпасів для піхоти і артилерії. За браком зброї і набоїв генерал Греков змушений був відпустити по домівках 75 тисяч добровольців, які зголосилися до війська під час Чортківської операції. Поляки захопили під Бучачем один бронепотяг, висадивши у повітря залізничну колію на схід від міста.
Перед наступом у зв'язку з браком боєприпасів для австрійських гармат, галицька артилерія повністю перейшла на озброєння російськими польовими гарматами і гаубицями. 6‑й полк отримав на озброєння своїх батарей 76‑мм польові гармати та практично необмежену кількість гармашів, це дозволило йому успішно діяти, коли він зі своєю Сокальською бригадою пробився до Буська, далеко випередивши інші частини Галицької армії. 2-й гарматний полк відзначився в районі Бурштина — його вояки захопили польську гарматну батарею, з якої вели вогонь по ворожій піхоті. 5 гарматний полк воював під Золочевом, Зборовом, Тернополем. У ході операції прицільним вогнем прокладав шлях стрілецьким частинам у напрямку Тернопіль — Зборів — Золочів.
28 червня під особистим командуванням Юзефа Пілсудського польські війська перейшли в наступ по всьому галицькому фронту від Бродів до Галича. УГА залишила Броди, одночасно туди вступили передові загони польської армії. Станом на 29 червня польські війська займали позиції по лінії Звижень — Гутисько, Літовищі — Черниця, Суховоля — Гаї-Дітковецькі, Броди та вздовж річки Слонівки і колишнього австро-російського кордону. Виснажені безперервними боями, залишившись без збройних припасів, галицькі бригади під натиском переважальних сил стали поволі відходити до Збруча.
15 липня розпочався перехід урядових структур ЗУНР, галицьких біженців та власне УГА через Збруч. Перехід здійснювали 12 піших і одна кінна бригада, на озброєнні яких перебувало 603 кулемети і 187 гармат. Усі полки артилерії Галицької армії перейшли Збруч, не втративши жодної гармати.
15 липня в Кам'янці-Подільському Уряд УНР ухвалив постанову: поширити чинність закону про матеріальне і грошове забезпечення військових частин УНР і на Галицьку армію.

## Радянська складова
На початку червня 1919 року підрозділи червоної армії підійшли до умовного кордону між УНР і ЗУНР; вона пролягала старим австро-російським кордоном між Бродами і Радивиловом, на той час ця територія була окупована польськими військами. 6 червня більшовицькі відділи заатакували вздовж гостинця Дубно — Броди і зайняли Радивилів, польські відділи відступили з Радивилова на Броди і зайняли лінію Язлівчик — Клекотів — Гаї-Лев'ятинські та стояли від Лідихова до Залізців. Інші радянські загони, підживлювані місцевими селянами, збиралися на захід від Кременця для захоплення Бродів і Збаража.
Більшовицькі підрозділи в тилу УНР були неабиякою загрозою для УГА. Командир І корпусу Осип Микитка 24-25 червня вів переговори з командуванням Червоної армії, уклавши з ним тимчасову угоду. Напередодні переговорів більшовики відбили Броди, згодом залишивши місто галичанам. РНК звернулася до ЗУНР про спільні дії проти зовнішніх ворогів, зокрема Польщі та встановлення демаркаційної лінії. Рада оборони Радянської України доручила В. О. Антонову-Овсієнку, В. П. Затонському та О. Я. Шумському «домовитись із галичанами про сприяння їм з нашого боку озброєння на умовах: повного розриву із Петлюрою — сприяння його ліквідації; реорганізації Галицької армії… переданні нам вантажів, евакуйованих Петлюрою до Галичини; пропуск наших військ до Румунії».

## Вустами учасників
Спогади командира батареї 10-го гарматного полку УГА Володимира Галана. 
X бригада має зайняти Тернопіль. Наступ почнеться о годині другій рано. Знак дасть артилерія 5-хвилевим гураганним огнем!
Завтра будемо в Тернополі. Знову будемо гнати за ними. Ми побиваємо їх, їхньою власною збруєю. Іншої в нас нема. Що здобудемо, тим стріляємо і йдемо вперед… Щоб легше йти, деякі стрільці скидали черевики й несли їх на плечах. Ніхто з них не зважав на те, що одяг вже не видержував кількамісячних трудів, і крізь діри світилися лікті, коліна, а то й інші часті тіла, їли прихапцем, та не доївши, ловили за кріс, і йшли, підбігали, щоби не лишитись позаду…
Частини, які діставали наказ оставатися для відпочинку в запасі, посилали своїх старшин до команд із прозьбою, щоби не робити їм кривди і не втягати з бойової лінії. Коменданти на конях і пішком виривалися далеко перед бойову лінію і йшли як перші до наступу. І лягало їх чимало. Старшини і стрільці від обозів, шпиталів, магазинів просилися до фронтових бойових частин. Коли їм відмовлено — декотрі з них кидали свої установи й дезертирували до фронту"…

…першою в'їхала до Тернополя батерія тернопільців, з четвертого полку, під командою поручика Бучака з Тернопільщини. В однім кінці ще бій, а в другому вже витають рідне військо! Слава! Слава! Нашій Армії! Ох як радісно витали! Миттю замаїли квітами стрільців, гармати, кріси. Начеб перед хвилею нічого і не було, а ми приїхали на якесь народне свято".

## Наслідки
| Набоїв! Набоїв! — благав захитаний фронт Начальну Команду. Та ці розпучливі благання залишилися без відгомону, бо звідки ж було взяти набоїв? | — А. Крезуб.
Невдача Чортківської офензиви через нестачу зброї та боєприпасів поставила перед командуванням УГА і перед урядом ЗУНР питання: «Що робити далі?». 5 липня Начальним вождем УГА замість генерала М. Грекова був призначений генерал М. Тарнавський. 8 липня 1919 р. до Борщова, де тоді перебував Є. Петрушевич, прибув С. Петлюра. На цій зустрічі, враховуючи складність ситуації, було прийнято рішення про перехід УГА та уряду ЗУНР на східну Україну. Упродовж 16-18 липня 1919 Українська Галицька армія (чисельністю 40-45 тисяч стрільців) перейшла Збруч і в Кам'янці-Подільському об'єдналася з Наддніпрянською армією УНР. Біля Гусятина через річку переправилися бригади І корпусу, поблизу Скала-Подільської — II, у Кудринцях і Ніврі, підірвавши рештки військового майна на залізничній станції села Гермаківка, — бригади III корпусу.
14 липня в бою під Язлівцем 14-й полк уланів 4-ї дивізії польських стрільців переміг розшарпані сили ЗУНР.
Ярослав Береза — як уранці 17 липня частина УГА залишала село Ланівці: 
| "Виходимо на двір. Впосліднє прощаємось з господарями, що стоять на подвір'ї… Рушаємо скорим кроком крізь село. На майдані все готово до походу. Довгими лавами стоять сотні, сіріє обоз, а збоку мовчазно стоять гурти людей, що попрощати нас прийшли на путь далеку, обіч панотець схилив корогву, та й вмовк. Тут і там чути голосне хлипання… Короткі, уривчасті слова команданта пронизують досвітній воздух, ломлять лави, творять похідні батави, й сірі маси ворушаться, ідуть уперед міровим кроком, чета за четою, сотня за сотнею… Обоз з гуркотом виїзжає іншою дорогою… За нами біжить босоніж дітвора, несеться плач, лунають оклики: «Вертайте скоро, не лишайте нас сірих ляхам» |

## У мистецтві
У Львові знімають короткометражний фільм до 100-річчя ЗУНР фрагмент якого — Чортківська офензива